# Ostbüro der CDU
Das Ostbüro der CDU war die organisatorische Basis der Arbeit der geflüchteten Parteiführer und -Mitglieder der CDU der DDR nach der Gleichschaltung der demokratischen Parteien. Vorsitzender war Werner Jöhren.
Vergleichbare Ostbüros bestanden auch bei den anderen demokratischen Parteien sowie beim DGB.

## Exil-CDU und Ostbüro
Da eine freie Parteiarbeit in der Sowjetischen Besatzungszone (SBZ) nach der Gleichschaltung der CDU nicht mehr möglich war, bildete sich die Exil-CDU, eine Organisation der in den Westen geflüchteten Mitglieder der CDU der SBZ. Diese wurde von der Bundes-CDU als Vertretung der Christdemokraten in der DDR angesehen und einem Landesverband gleichgestellt.
Alleine von den 14 gewählten Mitgliedern des Hauptvorstandes der SBZ-CDU waren zehn in den Westen gegangen. Diese luden die Delegierten des 2. Parteitages von 1947 zum 1. Parteitag der Exil-CDU am 24. und 25. September 1950 in Berlin ein. Über 200 emigrierte Christdemokraten aus der DDR nahmen teil.
Die Exil-CDU bestand bis zur Wiedervereinigung.
Die operative Arbeit der Exil-CDU wurde durch das Ostbüro der CDU durchgeführt. Es bildete quasi das Generalsekretariat der Exil-CDU.

## Organisation und Aufgaben
Das Ostbüro entstand aus dem West-Berliner Büro Jakob Kaisers, in dem ein Ostreferat unter der Leitung von Fred Sagner eingerichtet wurde. Kaiser behielt das Büro auch nach seinem Eintritt als Minister für gesamtdeutsche Fragen im Kabinett Adenauers bei. Neben der Organisation der Exil-CDU bestand ein wesentlicher Teil der Arbeit in der Unterstützung des Widerstandes in der DDR sowie der Unterstützung der demokratischen Kräfte in der DDR-CDU.
Wesentliche Aufgaben waren
- die Koordination der Widerstandsarbeit gegen undemokratische Maßnahmen und Menschenrechtsverletzungen in der SBZ bzw. DDR[1]
- die Betreuung der politischen Gefangenen und deren Angehörigen
- Öffentlichkeitsarbeit im Westen und der Versuch der Herstellung einer Gegenöffentlichkeit im Osten
- die Betreuung der Flüchtlinge aus der DDR

Von 1949 bis 1959 stand das Ost-Büro unter der Leitung von Werner Jöhren. Nach dem Bau der Berliner Mauer 1961 verlor das Büro seine Bedeutung. Nach Jöhrens Tod 1959 wurde das Ostbüro in das „Referat für gesamtdeutsche Fragen“ der CDU umgewandelt.

## Arbeit in der DDR
Kontakte zum Ostbüro der CDU waren in der DDR streng verboten. Eine Vielzahl von Verhaftungen und Schauprozessen erfolgte wegen des Vorwurfs der Zusammenarbeit mit dem Ostbüro, unter anderem auch die des DDR-Außenministers Georg Dertinger. Daher waren die Widerstandsgruppen, die mit dem Ostbüro zusammenarbeiteten, gezwungen, konspirativ zu arbeiten.
Eine wesentliche Aufgabe war die Information der Bevölkerung der Ostzone. Da die Parteizeitungen in der SBZ bereits gleichgeschaltet waren, wurde hierzu im Frühjahr 1948 die Tageszeitung Der Tag gegründet. Diese wurde durch Kuriere des Ostbüros heimlich in die Ostzone gebracht und dort verteilt. Später kam eine verkürzte Ausgabe Der kleine Tag, Informationsblätter unter dem Titel Der Wellenbrecher und eine Monatszeitschrift Das deutsche Monatsblatt hinzu. Die SED reagierte auf diesen Informationsfluss mit verstärkter Überwachung und drakonischen Strafen für Besitz und Verteilung dieser Materialien. Seit 1952 war die direkte Verteilung aus Sicherheitsgründen fast unmöglich geworden. Man behalf sich mit Flugblättern, die über die Grenze geworfen oder mit Wasserstoffballons vom Wind in den Osten getrieben wurden. 1966 wurde Der Tag endgültig eingestellt. 1967 erschienen noch zwei Sondernummern.

## Opfer des CDU-nahen Widerstandes
Eine Vielzahl von CDU-Mitgliedern und -Anhängern musste den durch das Ostbüro koordinierten demokratischen Widerstand gegen die DDR mit Flucht, Gefängnis oder gar Tod bezahlen.
Insgesamt 146 CDU-Mitglieder wurden wegen Kontakten zum Ostbüro verhaftet (weitere 329 wegen sonstiger „Westkontakte“). Während sowjetische Militärtribunale (die letzten nachweisbaren Urteile erfolgten 1954) die Kontakte zum Ostbüro einmal mit lebenslänglich und sechzehnmal mit 25 Jahren Arbeitslager straften, fällten DDR-Gerichte dreimal die Todesstrafe und verhängten vierzehnmal eine Haftstrafe von mehr als zehn Jahren und vierundvierzigmal zwischen 5 und 10 Jahren.

## Das Ostbüro in der Propaganda der SED
In der Propaganda der SED wurde das CDU-Ostbüro als Zentrum der Spionage und Diversion dargestellt. Insbesondere der Volksaufstand des 17. Juni 1953 wurde als Ergebnis der westlichen Agententätigkeit der Ostbüros, der Geheimdienste und der Bürgerrechtsbewegungen wie der Kampfgruppe gegen Unmenschlichkeit oder des Untersuchungsausschusses Freiheitlicher Juristen zurückgeführt.

## Zusammenarbeit mit und Unterstützung durch die CIA
Die US-amerikanische Central Intelligence Agency sah das Ostbüro als Teil ihrer engen Zusammenarbeit mit der CDU auf dem Gebiet der psychologischen Kriegsführung in Ostdeutschland. Die CIA beteiligte sich finanziell und an der operativen Führung. Hauptansprechpartner und Projektverantwortlicher auf Seiten der CDU war Bruno Heck.